# Michal Vorel
Michal Vorel (* 27. Juni 1975 in Prag) ist ein ehemaliger tschechischer Fußballspieler auf der Torwartposition.

## Karriere
Vorel begann im Alter von sechs Jahren mit dem Fußballspielen bei Dukla Prag. Im Spiel gegen Svit Zlín am 6. März 1994 debütierte der Torwart in der 1. Tschechischen Liga, stand auch in den nächsten beiden Spielen zwischen den Pfosten, saß anschließend aber wieder auf der Bank. Er wechselte zu SK Sparta Krč in die vierte Liga. Anfang 1997 wurde er vom damaligen Zweitligisten HFK Přerov verpflichtet, wo er die Nummer eins war. Nach einem Jahr wechselte er zu Baník Ostrava in die 1. Liga, machte dort aber kein einziges Spiel.
Seine nächste Station war der Erstligist Chmel Blšany, dort kam Vorel auf 13 Einsätze. Nach nur einem halben Jahr zog der Torwart abermals weiter und spielte fortan für den SFC Opava. Im Sommer 2000 ging er in die slowakische Liga zu Matador Púchov, wo er aber nur drei Mal auflief. Er versuchte es eine Liga tiefer bei VTJ Koba Senec, zur Saison 2001/02 kehrte er zu Sparta Krč zurück, das mittlerweile in der dritten Liga spielte.
Nach einem Jahr in Krč wechselte er zum damaligen Zweitligisten Vysočina Jihlava mit dem ihm nicht nur der Einzug in das Halbfinale des tschechischen Pokalwettbewerbs gelang, sondern auch der Aufstieg in die Gambrinus Liga. Zum ersten Mal in seiner Karriere blieb Vorel länger bei einem Verein, seinen Stammplatz im Tor verlor er aber in der Erstligasaison 2005/06 zeitweise an den Slowaken Branislav Rzeszoto.
Anfang 2006 wurde Vorel von Slavia Prag verpflichtet, wo er Matúš Kozáčik aus dem Tor verdrängte. In der Hindrunde der Saison 2006/07 war Kozáčik wieder erste Wahl, in der Rückrunde setzte Trainer Karel Jarolím erneut auf Michal Vorel. Als Slavia im Sommer 2007 Martin Vaniak verpflichtete, war Vorel, der sich im Juli eine Verletzung zuzug, hinter Kozáčik nur noch die Nummer drei. Kozáčik wechselte kurz darauf zu Sparta Prag, so dass Vorel nun Ersatz für Vaniak ist.
Anfang Februar 2009 wechselte Vorel auf Leihbasis zu Dukla Prag. Im Sommer 2009 wechselte Vorel zum FK Mladá Boleslav. Dort war er zunächst Stammspieler, kam nach sieben Einsätze jedoch nicht mehr zum Zuge. Anfang 2011 wechselte er zum FK Ústí nad Labem, wo er seine Laufbahn Ende des Jahres beendete.